# Nosymna lapillata
Nosymna lapillata är en fjärilsart som beskrevs av Edward Meyrick. Nosymna lapillata ingår i släktet Nosymna och familjen spinnmalar. Inga underarter finns listade i Catalogue of Life.